# بخش شربور
بخش شربور (به فرانسوی: Arrondissement de Cherbourg) یک بخش در فرانسه است که در مانش واقع شده‌است.